# 시에들체군

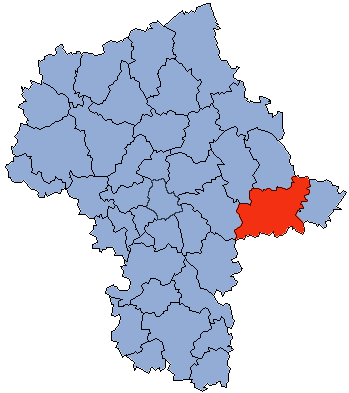
마조프셰주 지도에 표시된 시에들체군의 위치

시에들체군(폴란드어: powiat siedlecki)은 폴란드 마조프셰주에 위치한 군으로 면적은 1,603.22km2, 인구는 81,265명(2019년 기준), 인구 밀도는 51명/km2이다. 군청 소재지는 시에들체이지만 시에들체군에 속하지 않고 별도의 도시군으로 존재한다.
북쪽으로는 벵그루프군, 소코우프군, 북동쪽으로는 포들라스키에주 시에미아티체군, 동쪽으로는 워시체군, 루블린주 비아와군, 남쪽으로는 루블린주 우쿠프군, 남서쪽으로는 가르볼린군, 서쪽으로는 민스크군과 접한다. 13개 지방 자치체(1개 도시형 농촌, 12개 농촌)를 관할한다.

군기
군 문장